# Lagrange (crater)
Lagrange este un crater lunar situat la nord-vest de craterul Piazzi, la sud-est de lanțul munților Montes Cordillera, care înconjoară imensa Mare Orientale.
Jumătatea de sud-vest a acestui crater a fost foarte deteriorată de către masa de materie ejectată din Mare Orientale. Doar partea de nord-est a craterului este încă intactă, restul formând o depresiune inegală, a cărei suprafață este acoperită de creste lungi și de fisuri.
În 1935, Uniunea Astronomică Internațională i-a dat acestui crater numele matematicianului și astronomului Joseph-Louis Lagrange.

## Cratere satelite

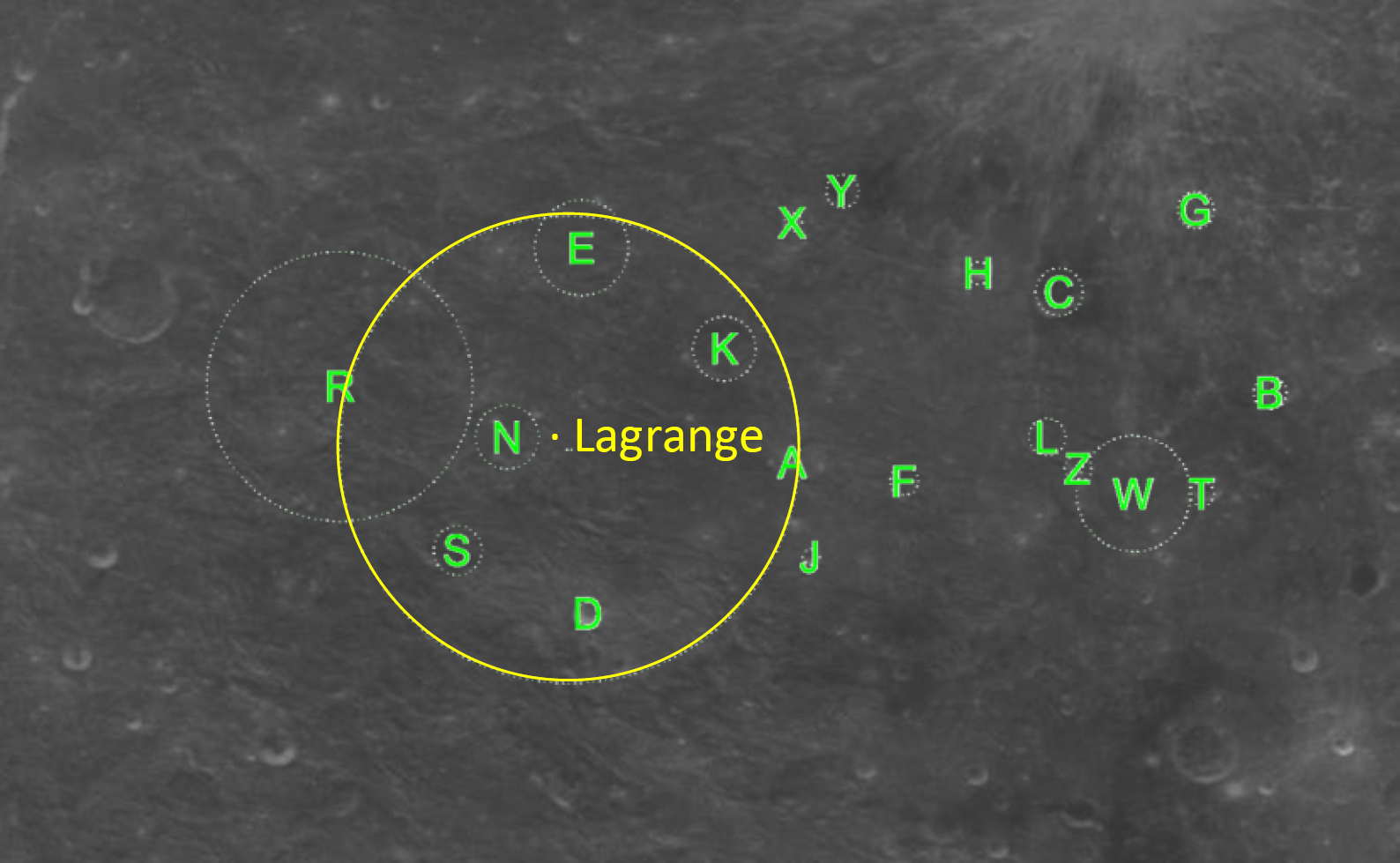
Craterul Lagrange şi principalele sale cratere satelite. Imagine oferită de misiunea Clementine

Prin convenție, craterele satelite sunt identificate pe craterele lunare, așezând litera majusculă pe partea punctului central al craterului care este cel mai apropiat, în cazul de față, de Lagrange.
| Lagrange | Latitudine | Longitudine | Diametru |
| -------- | ---------- | ----------- | -------- |
| A        | 32.5° S    | 69.2° W     | 6 km     |
| B        | 31.4° S    | 61.5° W     | 16 km    |
| C        | 29.8° S    | 64.9° W     | 23 km    |
| D        | 34.9° S    | 72.5° W     | 11 km    |
| E        | 29.1° S    | 72.6° W     | 46 km    |
| F        | 32.8° S    | 67.4° W     | 14 km    |
| G        | 28.5° S    | 62.7° W     | 18 km    |
| H        | 29.5° S    | 66.2° W     | 11 km    |
| J        | 34.0° S    | 68.9° W     | 8 km     |
| K        | 30.7° S    | 70.3° W     | 31 km    |
| L        | 32.1° S    | 65.1° W     | 18 km    |
| N        | 32.1° S    | 73.8° W     | 31 km    |
| R        | 31.3° S    | 76.5° W     | 130 km   |
| S        | 33.9° S    | 74.6° W     | 12 km    |
| T        | 33.0° S    | 62.6° W     | 12 km    |
| W        | 33.0° S    | 63.7° W     | 56 km    |
| X        | 28.7° S    | 69.2° W     | 9 km     |
| Y        | 28.2° S    | 68.4° W     | 16 km    |
| Z        | 32.6° S    | 64.6° W     | 13 km    |